# Balduin Luksemburški
Balduin Luksemburški, nadškof in volilni knez Trierja, cesarski vikar, * okrog 1285, † 21. januar 1354, Trier.
Balduin je bil razumen državnik, ki je poleg svojega brata, cesarja Henrika VII., najbolj zaslužen za vzpon Luksemburžanov med najvplivnejše dinastije v Evropi. Kot volilni knez Trierja je veliko pripomogel k izvolitvi brata za rimsko-nemškega kralja. Spremljal ga je na kronanje za cesarja v Italijo. Po bratovi smrti je na volitvah novega rimsko-nemškega kralja podprl Wittelsbacha, bavarskega grofa Ludvika IV., in z diplomacijo, denarjem in vojsko pomagal Henrikovemu sinu Ivanu, da se je obdržal na položaju češkega kralja. Ni se vpletal v Ludvikove spore s papeži, ves čas pa se je zavzemal za interese cesarstva, ki pa so se pogosto ujemali z interesi trierske kneževine, ki jo je utrdil in razvil v moderno državo. Dolgo časa je vztrajal v sporu z avignonsko kurijo in si skušal pridobiti še majnško nadškofijo; umaknil se je šele, ko ga je papež Benedikt XII. izobčil. Bil je glavni pri uveljavljanju pravice volilnih knezov, da sami, brez vmešavanja papeža, izvolijo rimsko-nemškega kralja.
Balduin je bil s svojim, dolgoročno usmerjenim delovanjem ves čas vodilna osebnost cesarske politike. Ko se je izkazalo, da cesar krši vse predpise in sledi le interesom svoje rodbine, se je odvrnil od njega in zastavil ves svoj prestiž za izpeljavo novih volitev, ki so na mesto protikralja pripeljale Balduinovega pranečaka Karla IV. Balduin je postal njegova najtrdnejša opora na zahodu cesarstva. V trierski kneževini je vpeljal moderno upravo, spodbujal je gradnjo javnih objektov, poskrbel za hrambo pomembnih listin in zapisov zgodovine kneževine.

## Hitra pot do ugleda
Balduin je bil drugi sin luksemburškega grofa Henrika VI. in Beatrice iz rodbine Avesnes. Od vsega začetka je bil določen za cerkveno kariero. Tako kot starejšega brata Henrika so ga vzgajali na prijateljskem francoskem dvoru, kjer se je naučil tudi viteških spretnosti. Na pariški univerzi je študiral teologijo in kanonsko pravo. Bil je star šele dvaindvajset let, ko ga je leta 1307 stolni kapitelj v Trierju izvolil na izpraznjeno mesto trierskega nadškofa. Naslednje leto ga je v Poitiersu osebno posvetil papež Klemen V. Kmalu je postal eden najvplivnejših cerkvenih knezov v zahodnem delu cesarstva.
Balduin je ob volitvah novega rimsko-nemškega kralja leta 1308, skupaj z izkušenim majnškim nadškofom Petrom von Aspeltom, uveljavil za kandidata svojega starejšega brata, ki je bil potem tudi izvoljen za kralja. Po izvolitvi je Henrika z vsemi močmi podpiral pri njegovih prizadevanjih. Obenem je skrbel za prestiž nadškofije in obnavljal tiresko kneževino, ki jo je predhodnik zapustil v zelo slabem stanju.

## Delovanje v cesarstvu
Balduin je v letih 1310-13 (tako kot tudi njegov mlajši brat Warlam) spremljal Henrika VII. v Italijo na kronanje za cesarja. Tam mu je pomagal tako finančno kot s svojimi diplomatskimi in vojaškimi sposobnostmi. Marca 1313 se je vrnil v Nemčijo, da bi bratu v pomoč zbral nove čete in jih pripeljal v Italijo. Septembra je prejel novico o bratovi smrti. Ker je v Italiji umrl tudi mlajši brat Warlam, je postal Balduin edini starosta luksemburške dinastije.
Sledile so volitve novega rimsko-nemškega kralja. Balduin je ocenil, da mladi Henrikov sin Ivan, ki je leta 1310 postal kralj Češke, na volitvah ne bi dobil zadostne podpore volilnih knezov; tudi Ivanov položaj na Češkem še ni bil dovolj trden (ogrožal ga je najresnejši kandidat za novega kralja, Habsburžan vojvoda Friderik Lepi). Zato sta Balduin in Peter von Aspelt za novega kralja predlagala Wittelsbacha Ludvika IV. Bavarskega, ki si je malo pred tem pridobil ugled evropske javnosti. Toda volilni knezi se tudi ob njegovi kandidaturi niso poenotili in na dvojnih volitvah sta bila izvoljena dva protikralja: Ludvik VI. Bavarski in Friderik Lepi.
Balduin je še naprej podpiral Bavarca. Šestkrat se je boril na njegovi strani. Zavaroval je spodnje Porenje pred pristaši Friderika Lepega, predvsem pred kölnskim nadškofom Heinrichom II. von Virnburgom. V zahvalo mu je Ludvik potrdil vse njegove in Ivanove posesti in fevde ter obnovil pravico do obrenskih cesarskih fevdov in z njimi povezanih rečnih carin. Balduin pa je pomagal tudi nečaku Ivanu ob njegovih ponavljajočih se sporih s češkimi baroni.
Julija 1320 je umrl majnški nadškof Peter von Aspelt. Čeprav je tamkajšnji kapitelj na izpraznjeno mesto postuliral Balduina, je papež Janez XXII. za novega nadškofa imenoval Mathiasa von Buchecka. Balduin se je uklonil papeževi volji. V odločilni bitki med protikraljema pri Mühldorfu (28. septembra 1322) se je, tako kot nečak Ivan, boril na strani zmagovitega Ludvika. 
Balduin se ni vmešaval v spor, ki se je po zmagi nad Friderikom Lepim vse bolj razraščal med Bavarcem in papežem. Distanciral se je tudi od naglih in nepremišljenih dejanj in sporov, v katere se je z rimsko-nemškim kraljem spuščal Ivan.

### Majnški cerkveni razkol
Balduin pa se je vključil v dogodke po smrti majnškega nadškofa Mathiasa von Buchecka (10. septembra 1328). Stolni kapitelj je za novega nadškofa ponovno izvolil Balduina, ki pa kot Ludvikov pristaš za Janeza XXII. ni bil sprejemljiv, in je zato na izpraznjeno mesto imenoval Heinricha III. von Virnburga, nečaka kölskega nadškofa z enakim imenom. Takšno imenovanje je pomenilo večji vpliv avignonskega papeža in preko njega Francije na občutljivo obmejno območje cesarstva ob Renu. Balduin se zato (in ker je preko ozemlja majnške kneževine računal na ozemeljsko povezavo med domačim Luksemburgom in Ivanovo Češko) to pot ni uklonil papeževi volji in je majnške cerkvene posesti upravljal še naslednjih devet let.
Mesto je menilo, da bi imelo pod virnburškim gospodarjem večjo svobodo upravljanja in se je Balduinu uprlo, večina duhovščine pa mu je ostala zvesta. Balduin se je utrdil v Eltvillu in Flörsheimu ter mestu Mainz otežil preskrbo; ni pa mogel preprečiti, da ne bi meščani ogrožali duhovščine in opustošili samostana pred mestom. Bolj ko so se slabšali odnosi napram Janezu XXII., bolj se je Balduin s svojimi stališči približeval Bavarcu, ki se je dal leta 1328 v Rimu kronati za cesarja. Balduin je decembra 1331 s cesarjem sklenil zvezo in junija 1332 po pravnem postopku pred cesarjem strl odpor majnških meščanov.
Balduin je med tem na prošnjo veldenškega škofa Warlama prevzel urejanje spodkopanih odnosov v škofiji Speyer (1331-37) in dvakrat (1331, 1335-37) nastopil kot zaščitnik škofije Worms. Poleg tega se je bojeval v domačih sporih proti vitezom iz gradu Eltz in tovarišem (1331-37) ter proti roparskim vitezom iz Dauna, kot tudi v bojih za ohranitev majnške oblasti v Turingiji. Šele ko je po smrti Janeza XXII. (decembra 1334) tudi novi papež Benedikt XII. vztrajal, da mora odstopiti, in ga, ker tega ni storil, oktobra 1336 izobčil, je Balduin popustil in se leta 1338 odpovedal upravljanju Mainza in kmalu nato tudi Speyerja in Wormsa. Stopil je na čelo gibanja, v katerem so sodelovali tako cerkveni kot posvetni knezi in ki naj bi spodbudilo Benedikta XII. k popuščanju v sporu med cerkveno in posvetno oblastjo, ki je že petnajst let hromil cesarstvo.

### Srečanje volilnih knezov v Rhensu
Balduin je vplival na izdelavo kanonično-pravnih argumentov, na osnovi katerih so volilni knezi na srečanjih v Oberlahnsteinu in Rhensu (julija 1338) jasno izrazili svojo pravico, da sami, brez vmešavanja papeža, izvolijo rimsko-nemškega kralja (kar je bila osnova za kasnejšo zlato bulo). Udeležil se je dvornega zbora v Koblenzu (septembra 1338) in srečanja z angleškim kraljem Edvardom III., se kot cerkveni dostojanstvenik poklonil cesarju in tako kot cesar sklenil z Edvardom zavezništvo proti francoskemu kralju Filipu VI. Kot jamstvo za plačilo sodelovanja s 500 oklepljenimi konjeniki mu je Edvard zastavil angleško krono. (Obljubljenega denarja ni bilo, pa tudi pričakovanih vojaških operacij ne in Edvard je čez dve leti dobil krono nazaj.) Ko je nestanovitni cesar leta 1341 sklenil zavezniško pogodbo s francoskim kraljem, mu je sledil tudi Balduin.

### Razhod s cesarjem
Spor med Luksemburžani in Wittelsbachi glede Tirolske, izgon Ivanovega sina Ivana Henrika in poroka najstarejšega Ludvikovega sina Ludvika V. z Margareto Tirolsko (ki cerkveno še ni bila ločena od Ivana Henrika) leta 1342, so bili povodi za dokončno sovraštvo med rodbinama. Potem ko so še knezi, zbrani septembra 1344 na srečanju v Rhensu, cesarju očitali vse polno prekrškov, se je tudi Balduin odvrnil od cesarja. Novi papež Klemen VI. in Luksemburžani so začeli pripravljati volitve, na katerih naj bi najstarejšega sina kralja Ivana, Karla IV., tedaj moravskega mejnega grofa, izvolili za protikralja. Karel IV. je trireski kneževini obljubil velike koncesije in s tem pridobil Balduina, s katerim dotlej nista imela dobrih odnosov, da je v lobiranje zanj vložil ves svoj prestiž. 11. julija 1346 je pet volilnih knezov v Rhensu Karla izvolilo za novega rimsko-nemškega kralja.
Karel IV. je Balduinu po Ivanovi smrti (avgusta 1346) in svojem kronanju v Bonnu (novembra 1346) prepustil upravljanje grofije Luksemburg in ga na območju spodnjega Rena imenoval za svojega namestnika, kar je temu prineslo tudi bojevanje proti pristašem Ludvika IV. Vendar do velikega spopada med protikraljema ni prišlo, ker je Bavarec 11. oktobra 1347 nenadoma umrl.
Balduin, ki je vedno deloval v prid cesarstva, je novemu kralju zavzeto in požrtvovalno pomagal. Tudi njegovi delavnosti gre zahvala, da so bile umaknjene sovražnosti med nasprotnima stranema in da so novega kralja kmalu priznali tudi njegovi nekdanji sovražniki. Balduinu je pripadla čast, da je opravil ponovno kronanje Karla, 25. julija 1349 v Aachnu. Karel mu je ob svojih odsotnostih trikrat prepustil upravljanje cesarstva z neomejenimi pooblastili. Zadnjič sta se srečala v Mainzu tri dni pred Balduinovo smrtjo.

## Delovanje v kneževini Trier
Balduin je prevzel volilno kneževino po svojem predhodniku (Diether von Nassau) v zelo slabem stanju. Bila je gospodarsko izčrpana, zadolžena, plemiči so si z medsebojnimi spopadi sami krojili pravico. Balduin se je takoj lotil urejanja zadev. Organiziral je moderno upravo na osnovi pisnih dokumentov po francoskem zgledu. Brat, rimsko-nemški kralj, mu je prepustil cesarski mesti Boppard in Oberwesel in s tem dohodke od carin na Renu in Mozeli (kar mu je kasneje potrdil tudi Ludvik IV.). Pomagal si je z judovskimi krediti. S pogajanji je urejal odnose s sosedi pa tudi z orožjem pridobival nove posesti z namenom, da poveže ozemlja med Trierom in Koblenzom. Pri tem mu je veliko težav povzročala rodbina Sponheimov, ki je imela svoje posesti na območju Eifla. Leta 1328 ga je dala Loretta von Sponheim v času premirja celo prijeti in ga zadrževala zaprtega v svojem gradu Starkenburg ob Mozeli, dokler ni plačal odkupnine in obljubil, da ne bo več posegal v njene posesti.
Balduin je izoblikoval volilno kneževino Trier in njeno državnost skoraj v obsegu, kakršnega je imela do konca svojega obstoja. Dal ji je pravno in politično varnost. Nadškofiji je priskrbel pomembne privilegije. Duhovno življenje je poživil z organiziranjem pokrajinskih sinod in vzpodbujanjem dobrih navad. Preoblikoval je nekatere cerkve in samostane, zlasti so mu bili pri srcu kartuzijani.
Njegov dvor je bil eden najbolj blestečih. Spodbujal in podpiral je gradnjo utrdb za varovanje dežele in javnih zgradb, dal je popraviti stari rimski most v Trierju in zgraditi novega preko Mozele v Koblenzu (Baldvinov most). Veliko pozornosti je posvečal dokumentaciji, važne dokumente je dal po večkrat prepisati; ohranili so se v narodni knjižnici v Koblenzu. 
Balduin je pokopan v trierski stolnici.